# Crystal Palace (New York)
Il Crystal Palace, per esteso New York Crystal Palace, fu un edificio costruito nel 1853 a New York per l'Esposizione delle industrie di tutte le nazioni. L'edificio sorgeva sull'area dell'attuale Bryant Park.

## Storia e descrizione
L'edificio fu ispirato, sia nelle forme sia per l'occasione della sua edificazione, al Crystal Palace di Londra edificato per l'esposizione universale del 1851 che ebbe luogo in città. Il palazzo fu inaugurato nel 1853 con un discorso dell'allora presidente degli Stati Uniti Franklin Pierce. Restò in piedi solo fino al 5 ottobre 1858 quando fu distrutto da un incendio.
La costruzione, come i molti edifici che nella storia verranno conosciuti col nome di Crystal Palace (palazzo di cristallo) aveva una struttura composta esclusivamente da ferro e vetro. Il Crystal Palace newyorchese aveva la pianta a forma di croce greca, coi due bracci che si intersecavano in una cupola dal diametro di 30 metri. Questa struttura cruciforme con i bracci che si incrociano a formare una cupola servì da ispirazione a Giuseppe Mengoni per la Galleria Vittorio Emanuele II.